# PSA World Tour 2013/14
Die PSA World Tour 2013/14 umfasst alle Squashturniere der Herren-Saison 2013/14 der PSA World Tour. Sie begann am 1. August 2013 und endete am 31. Juli 2014. Die nach dem Monat sortierte Übersicht zeigt den Ort des Turniers an, dessen Namen, das ausgeschüttete Gesamtpreisgeld, sowie den Sieger des Turniers. In der abschließenden Tabelle werden sämtliche Turniersieger nach der Menge ihrer Titel aufgelistet. Dabei ist es nicht relevant, welche Wertigkeit die vom Spieler gewonnenen Turniere besaßen, auch wenn eine entsprechende Erfassung erfolgt.
In der Saison 2013/14 fanden insgesamt 125 Turniere statt. Das Gesamtpreisgeld betrug 3.029.000 US-Dollar.

## Tourinformationen

### Anzahl nach Turnierserie
| Turnierserie | WM 1 | WS F 2 | WS Pl 3 | WS Go 4 | In 70 5 | In 50 | In 35 | In 25 | Ch 15 6 | Ch 10 | Ch 5 |
| ------------ | ---- | ------ | ------- | ------- | ------- | ----- | ----- | ----- | ------- | ----- | ---- |
| Anzahl       | 1    | 1      | 3       | 4       | 4       | 7     | 2     | 7     | 18      | 29    | 49   |
| Gesamt       | 1    | 8      | 8       | 8       | 20      | 20    | 20    | 20    | 96      | 96    | 96   |

## Turnierplan

### August
| Datum         | Ort        | Turnier                                        | Preisgeld | Sieger            |
| ------------- | ---------- | ---------------------------------------------- | --------- | ----------------- |
| 06.08.–11.08. | Bogotá     | XVI Abierto Colombiano de Squash Club El Nogal | $ 50.000  | Peter Barker      |
| 14.08.–17.08. | Toronto    | National Squash Academy Open 2013              | $ 5.000   | Dane Sharp        |
| 20.08.–25.08. | Nottingham | Nottingham Open 2013                           | $ 5.000   | Declan James      |
| 27.08.–01.09. | Yokohama   | Pro Squash in Japan Yokohama 2013              | $ 10.000  | Omar Abdel Meguid |
| 27.08.–01.09. | Rotterdam  | DoubleAr Rotterdam Open 2013                   | $ 15.000  | Adrian Grant      |
| 29.08.–01.09. | Thornleigh | New South Wales Open 2013                      | $ 5.000   | Aaron Frankcomb   |

### September
| Datum         | Ort              | Turnier                                          | Preisgeld | Sieger           |
| ------------- | ---------------- | ------------------------------------------------ | --------- | ---------------- |
| 04.09.–07.09. | Mumbai           | Maharashtra State PSA Men’s Open 2013            | $ 15.000  | Mazen Hesham     |
| 04.09.–08.09. | Palmerston North | New Zealand International Squash Classic 2013    | $ 10.000  | Alan Clyne       |
| 05.09.–08.09. | Coffs Harbour    | North Coast Open 2013                            | $ 10.000  | Mike Corren      |
| 10.09.–15.09. | Petaling Jaya    | CIMB Malaysian Open Squash Championships 2013    | $ 50.000  | Peter Barker     |
| 11.09.–15.09. | Campinas         | 1°Copa Maxxis Construcoes Open 2013              | $ 5.000   | Rafael Alarçón   |
| 12.09.–15.09. | Christchurch     | Christchurch Boys' High School Open 2013         | $ 5.000   | Paul Coll        |
| 16.09.–21.09. | London           | The Nash Cup 2013                                | $ 15.000  | Joe Lee          |
| 17.09.–22.09. | México           | Abierto Mexicano de Raquetas 2013                | $ 70.000  | Grégory Gaultier |
| 19.09.–22.09. | Charlottesville  | Charlottesville Open 2013                        | $ 10.000  | Martin Knight    |
| 19.09.–22.09. | Maringá          | Mundial de Squash Maringa Park 2013              | $ 5.000   | Alejandro Garbi  |
| 25.09.–28.09. | Peschawar        | CAS International 2013                           | $ 15.000  | Farhan Zaman     |
| 26.09.–28.09. | Barcelona        | XV Trofeu Internacional Ciutat De Barcelona 2013 | $ 5.000   | Raphael Kandra   |
| 25.09.–01.10. | San Francisco    | Netsuite Open 2013                               | $ 70.000  | Ramy Ashour      |
| 26.09.–29.09. | Madison          | 2013 Madison Open                                | $ 10.000  | Karim Ali Fathi  |

### Oktober
| Datum         | Ort          | Turnier                                         | Preisgeld | Sieger                 |
| ------------- | ------------ | ----------------------------------------------- | --------- | ---------------------- |
| 01.10.–06.10. | Montreal     | Open Banque Nationale Groupe Financier 2013     | $ 35.000  | Borja Golán            |
| 03.10.–06.10. | Bukarest     | Courtwall Romania Squash Open 2013              | $ 5.000   | Jan Koukal             |
| 03.10.–07.10. | Saint Paul   | 36th Indian Summer Benefiting Beyond Walls 2013 | $ 25.000  | Laurens Jan Anjema     |
| 05.10.–09.10. | Amman        | First Insurance Squash Open 2013                | $ 5.000   | Danish Atlas Khan      |
| 09.10.–12.10. | Kuala Lumpur | 2nd Royal Lake Club Squash Open 2013            | $ 15.000  | Ong Beng Hee           |
| 09.10.–12.10. | Valencia     | PSA Valencia 2013                               | $ 10.000  | Karim Ali Fathi        |
| 08.10.–13.10. | Houston      | The Champion Fiberglass Open 2013               | $ 10.000  | Raphael Kandra         |
| 09.10.–18.10. | Philadelphia | US Open 2013                                    | $ 115.000 | Grégory Gaultier       |
| 15.10.–20.10. | Halifax      | Bluenose Squash Classic 2013                    | $ 35.000  | Miguel Ángel Rodríguez |
| 15.10.–20.10. | Macau        | Macau Open 2013                                 | $ 50.000  | Omar Mosaad            |
| 22.10.–27.10. | Chicago      | The Chicago Open 2013                           | $ 10.000  | Farhan Zaman           |
| 24.10.–27.10. | Brisbane     | Queensland Open 2013                            | $ 5.000   | Jan Koukal             |
| 25.10.–03.11. | Manchester   | PSA World Squash Championship 2013              | $ 325.000 | Nick Matthew           |

### November
| Datum         | Ort          | Turnier                                | Preisgeld | Sieger              |
| ------------- | ------------ | -------------------------------------- | --------- | ------------------- |
| 31.10.–03.11. | Caboolture   | Caboolture Open 2013                   | $ 5.000   | Jan Koukal          |
| 02.11.–05.11. | Kuwait       | Gulf Insurance Challenger 2013         | $ 10.000  | Abdullah Al Muzayen |
| 07.11.–10.11. | Mackay       | Mackay Open 2013                       | $ 5.000   | Jan Koukal          |
| 07.11.–10.11. | Ottawa       | Goodlife Open 2013                     | $ 10.000  | Martin Knight       |
| 07.11.–10.11. | Tempe        | The Phoenix Open 2013                  | $ 10.000  | Rex Hedrick         |
| 08.11.–15.11. | Doha         | Qatar Classic 2013                     | $ 150.000 | Mohamed Elshorbagy  |
| 12.11.–15.11. | Toronto      | Squash Revolution Toronto Cup 2013     | $ 15.000  | Julian Illingworth  |
| 17.11.–23.11. | Kairo        | Sky Open 2013                          | $ 50.000  | Mohamed Elshorbagy  |
| 21.11.–24.11. | Saskatoon    | 2013 Prairie Auto Haus Saskatoon Boast | $ 10.000  | Karim Ali Fathi     |
| 21.11.–24.11. | Porto        | Porto Cup PSA 2013                     | $ 5.000   | Chris Fuller        |
| 27.11.–30.11. | Kuala Lumpur | NSC SRAM Series No.2                   | $ 5.000   | Greg Lobban         |
| 28.11.–01.12. | Xalapa       | Xalapa Squash Open 2013                | $ 5.000   | Eric Gálvez         |
| 28.11.–01.12. | Edmonton     | ReidBuilt Homes Edmonton Open 2013     | $ 15.000  | Marwan Elshorbagy   |

### Dezember
| Datum         | Ort        | Turnier                                       | Preisgeld | Sieger            |
| ------------- | ---------- | --------------------------------------------- | --------- | ----------------- |
| 01.12.–08.12. | Hongkong   | Cathay Pacific Hong Kong Squash Open 2013     | $ 150.000 | Nick Matthew      |
| 03.12.–08.12. | Boca Raton | Florida State Open 2013                       | $ 10.000  | Alfredo Ávila     |
| 10.12.–15.12. | London     | Coronation London Open 2013                   | $ 25.000  | Adrian Grant      |
| 13.12.–15.12. | Bratislava | PSA IMET Open 2013                            | $ 5.000   | Mahesh Mangaonkar |
| 17.12.–22.12. | Kuwait     | Alwatan & Asnan International Tournament 2013 | $ 50.000  | Simon Rösner      |
| 24.12.–27.12. | Islamabad  | Pakistan Circuit IV 2013                      | $ 15.000  | Farhan Mehboob    |

### Januar
| Datum         | Ort              | Turnier                                   | Preisgeld | Sieger             |
| ------------- | ---------------- | ----------------------------------------- | --------- | ------------------ |
| 03.01.–05.01. | Nîmes            | Open du Gard 2014                         | $ 5.000   | Mahesh Mangaonkar  |
| 15.01.–18.01. | St. Louis        | Emerson Racquet Club Pro Series 2014      | $ 10.000  | Nasir Iqbal        |
| 17.01.–24.01. | New York City    | J. P. Morgan Tournament of Champions 2014 | $ 115.000 | Amr Shabana        |
| 23.01.–26.01. | Calgary          | Bankers Hall Club Pro-Am 2014             | $ 10.000  | Leo Au             |
| 23.01.–26.01. | Seattle          | Stratos Seattle Open 2014                 | $ 5.000   | Joel Hinds         |
| 23.01.–26.01. | Atlanta          | Atlanta Open 2014                         | $ 10.000  | César Salazar      |
| 24.01.–26.01. | Ipswich          | Australia Day Challenge 2014              | $ 5.000   | Paul Coll          |
| 23.01.–28.01. | Bloomfield Hills | Motor City Open 2014                      | $ 70.000  | Mohamed Elshorbagy |
| 30.01.–02.02. | Medicine Hat     | Holtrand Gas City Pro-Am 2014             | $ 5.000   | Jan Koukal         |
| 31.01.–03.02. | Pittsburgh       | Pittsburgh Open 2014                      | $ 25.000  | Karim Abdel Gawad  |

### Februar
| Datum         | Ort         | Turnier                             | Preisgeld | Sieger            |
| ------------- | ----------- | ----------------------------------- | --------- | ----------------- |
| 06.02.–09.02. | Linköping   | Case Swedish Open 2014              | $ 70.000  | Nick Matthew      |
| 16.02.–19.02. | Kisch       | Kish Persian Gulf Cup 2014          | $ 6.000   | Danish Atlas Khan |
| 18.02.–22.02. | Portland    | Oregon Open 2014                    | $ 16.000  | Joe Lee           |
| 20.02.–22.02. | Ra’anana    | Global Relocations Israel Open 2014 | $ 5.000   | Kristian Frost    |
| 20.02.–23.02. | Mikkeli     | Savcor Finnish Open 2014            | $ 15.000  | Nicolas Müller    |
| 24.02.–27.02. | Bukit Jalil | NSC SRAM Series No.1                | $ 5.000   | Ivan Yuen         |
| 26.02.–03.03. | Chicago     | Metrosquash Windy City Open 2014    | $ 115.000 | Grégory Gaultier  |

### März
| Datum         | Ort           | Turnier                              | Preisgeld | Sieger        |
| ------------- | ------------- | ------------------------------------ | --------- | ------------- |
| 11.03.–14.03. | Lahore        | FMC Pakistan International Circuit I | $ 15.000  | Nasir Iqbal   |
| 14.03.–16.03. | Salzburg      | Austrian Open 2014                   | $ 5.000   | Lucas Serme   |
| 15.03.–19.03. | Richmond      | PSA World Series Finals 2013/14      | $ 110.000 | Ramy Ashour   |
| 17.03.–20.03. | Bukit Jalil   | NSC SRAM Series No.2                 | $ 5.000   | Ivan Yuen     |
| 19.03.–22.03. | New York City | Squash Revolution NY Pro Open 2014   | $ 5.000   | Todd Harrity  |
| 21.03.–23.03. | Genf          | The 41st Geneva Open 2014            | $ 5.000   | Greg Lobban   |
| 22.03.–28.03. | London        | Canary Wharf Squash Classic 2014     | $ 50.000  | Nick Matthew  |
| 27.03.–30.03. | Houston       | The Houston Open 2014                | $ 15.000  | Mazen Hesham  |
| 27.03.–30.03. | Newcastle     | Northumbria Open 2014                | $ 5.000   | Shaun Le Roux |

### April
| Datum         | Ort             | Turnier                               | Preisgeld | Sieger              |
| ------------- | --------------- | ------------------------------------- | --------- | ------------------- |
| 02.04.–05.04. | Greater Sudbury | Northern Ontario Championships 2014   | $ 25.000  | Stephen Coppinger   |
| 06.04.–09.04. | Kuwait          | 3rd Martyr Fahad Al-Ahmad Tournament  | $ 10.000  | Abdullah Al Muzayen |
| 07.04.–11.04. | Pretoria        | NSA Open 2014                         | $ 5.000   | Tom Ford            |
| 10.04.–13.04. | Paris           | IG Open De Paris 2014                 | $ 10.000  | Shaun Le Roux       |
| 10.04.–13.04. | Rochester       | Rochester ProAm 2014                  | $ 7.000   | Zac Alexander       |
| 13.04.–18.04. | el-Guna         | El Gouna International 2014           | $ 115.000 | Ramy Ashour         |
| 14.04.–18.04. | Johannesburg    | Assore Central Gauteng Open 2014      | $ 5.000   | Piëdro Schweertman  |
| 16.04.–20.04. | Campo Grande    | 5th Cerdil Squash Open 2014           | $ 10.000  | Jan Koukal          |
| 17.04.–20.04. | Galway          | Paddy Whack West of Ireland Open 2014 | $ 10.000  | Alan Clyne          |
| 17.04.–20.04. | Aberdeen        | North of Scotland Open 2014           | $ 5.000   | Ben Coleman         |
| 23.04.–26.04. | Dublin          | Cannon Kirk Homes Irish Open 2014     | $ 15.000  | Adrian Waller       |
| 23.04.–27.04. | Zürich          | Grasshopper Cup 2014                  | $ 50.000  | Amr Shabana         |
| 28.04.–01.05. | Kapstadt        | UCT Open Squash Championships 2014    | $ 5.000   | Oliver Pett         |

### Mai
| Datum         | Ort                   | Turnier                                     | Preisgeld | Sieger             |
| ------------- | --------------------- | ------------------------------------------- | --------- | ------------------ |
| 04.05.–07.05. | Kuwait                | Mohammed Yaquob Hajeyah PSA Tournament 2014 | $ 15.000  | Omar Abdel Meguid  |
| 05.05.–09.05. | Kapstadt              | Laser Western Province Open 2014            | $ 10.000  | Shaun Le Roux      |
| 08.05.–11.05. | Greenwich             | Greenwich Challenger 2014                   | $ 5.000   | Zac Alexander      |
| 09.05.–11.05. | Darwin                | Top End Open 2014                           | $ 5.000   | Mike Corren        |
| 12.05.–18.05. | Hull                  | Allam British Open 2014                     | $ 150.000 | Grégory Gaultier   |
| 16.05.–18.05. | Alice Springs         | NT Open 2014                                | $ 5.000   | Mike Corren        |
| 17.05.–18.05. | Kriens                | Inno Wood Open 2014                         | $ 5.000   | Jens Schoor        |
| 21.05.–24.05. | Hongkong              | HKFC International 2014                     | $ 25.000  | Max Lee            |
| 22.05.–24.05. | Angers                | Open International d'Angers 2014            | $ 5.000   | Eddie Charlton     |
| 22.05.–25.05. | Las Vegas             | Las Vegas Open 2014                         | $ 10.000  | Campbell Grayson   |
| 22.05.–25.05. | Jersey                | Bedell Jersey Squash Classic 2014           | $ 15.000  | Chris Simpson      |
| 22.05.–25.05. | Ipswich               | Christchurch Vets Ipswich Open 2014         | $ 5.000   | Ben Coleman        |
| 22.05.–25.05. | Kriens                | Sekisui Open 2014                           | $ 10.000  | Mohamed Abouelghar |
| 23.05.–25.05. | Perth                 | City of Perth WA Open 2014                  | $ 5.000   | Jan Koukal         |
| 28.05.–31.05. | Madrid                | Cobendai Castellana Squash Open 2014        | $ 5.000   | Ben Coleman        |
| 28.05.–31.05. | Resistencia           | Resistencia Regatas Open 2014               | $ 10.000  | Diego Elías        |
| 29.05.–31.05. | Kriens                | Pilatus Cup 20134                           | $ 5.000   | Richie Fallows     |
| 29.05.–01.06. | Oslo                  | Grays Norwegian Open 2014                   | $ 10.000  | Omar Abdel Aziz    |
| 29.05.–01.06. | Santa Catarina Pinula | VII Torneo Internacional PSA Sporta 2014    | $ 25.000  | Marwan Elshorbagy  |
| 31.05.–02.06. | Kalgoorlie-Boulder    | Golden Open 2014                            | $ 5.000   | Mike Corren        |

### Juni
| Datum         | Ort              | Turnier                                        | Preisgeld | Sieger            |
| ------------- | ---------------- | ---------------------------------------------- | --------- | ----------------- |
| 04.06.–07.06. | Asunción         | Club Internacional de Tenis Paraguay Open 2014 | $ 10.000  | Shawn Delierre    |
| 11.06.–14.06. | Adelaide         | South Australian Open 2014                     | $ 5.000   | Christo Potgieter |
| 12.06.–15.06. | Palmerston North | New Zealand International Classic 2014         | $ 10.000  | Martin Knight     |
| 12.06.–15.06. | Maidstone        | Select Gaming Kent Open 2014                   | $ 10.000  | Jonathan Kemp     |
| 19.06.–21.06. | Tortola          | British Virgin Islands Open 2014               | $ 5.000   | Peter Creed       |
| 19.06.–22.06. | Inverness        | Be Personnel Loch Ness Challenger 2014         | $ 15.000  | Steven Finitsis   |
| 20.06.–22.06. | Christchurch     | Christchurch Boys' High School Open 2014       | $ 5.000   | Aqeel Rehman      |
| 26.06.–29.06. | Invercargill     | NZ Southern PSA Open 2014                      | $ 15.000  | Martin Knight     |
| 27.06.–28.06. | Gibraltar        | Gibraltar Open 2014                            | $ 5.000   | Raphael Kandra    |

### Juli
| Datum         | Ort            | Turnier                                 | Preisgeld | Sieger                 |
| ------------- | -------------- | --------------------------------------- | --------- | ---------------------- |
| 03.07.–06.07. | Mumbai         | CCI PSA International Championship 2014 | $ 25.000  | Ali Farag              |
| 09.07.–13.07. | Melbourne      | Victoria Open 2014                      | $ 15.000  | Max Lee                |
| 17.07.–19.07. | Caniço         | Madeira International Open Squash 2014  | $ 5.000   | Declan James           |
| 18.07.–20.07. | Château-Arnoux | 2nd Open Squash Chateau-Arnoux 2014     | $ 5.000   | Christophe André       |
| 30.07.–02.08. | Quito          | Rancho Squash Open 2014                 | $ 10.000  | Miguel Ángel Rodríguez |

## Turniersieger
| Platz | Spieler                | Siege | WM 1 | WS F 2 | WS Pl 3 | WS Go 4 | In 70 5 | In 50 | In 35 | In 25 | Ch 15 6 | Ch 10 | Ch 5 |
| ----- | ---------------------- | ----- | ---- | ------ | ------- | ------- | ------- | ----- | ----- | ----- | ------- | ----- | ---- |
| 1.    | Jan Koukal             | 7     |      |        |         |         |         |       |       |       |         | 1     | 6    |
| 2.    | Mike Corren            | 4     |      |        |         |         |         |       |       |       |         | 1     | 3    |
| 2.    | Grégory Gaultier       | 4     |      |        | 1       | 2       | 1       |       |       |       |         |       |      |
| 2.    | Martin Knight          | 4     |      |        |         |         |         |       |       |       | 1       | 3     |      |
| 2.    | Nick Matthew           | 4     | 1    |        | 1       |         | 1       | 1     |       |       |         |       |      |
| 6.    | Ramy Ashour            | 3     |      | 1      |         | 1       | 1       |       |       |       |         |       |      |
| 6.    | Ben Coleman            | 3     |      |        |         |         |         |       |       |       |         |       | 3    |
| 6.    | Mohamed Elshorbagy     | 3     |      |        | 1       |         | 1       | 1     |       |       |         |       |      |
| 6.    | Karim Ali Fathi        | 3     |      |        |         |         |         |       |       |       |         | 3     |      |
| 6.    | Raphael Kandra         | 3     |      |        |         |         |         |       |       |       |         | 1     | 2    |
| 6.    | Shaun Le Roux          | 3     |      |        |         |         |         |       |       |       |         | 2     | 1    |
| 12.   | Zac Alexander          | 2     |      |        |         |         |         |       |       |       |         |       | 2    |
| 12.   | Abdullah Al Muzayen    | 2     |      |        |         |         |         |       |       |       |         | 2     |      |
| 12.   | Peter Barker           | 2     |      |        |         |         |         | 2     |       |       |         |       |      |
| 12.   | Alan Clyne             | 2     |      |        |         |         |         |       |       |       |         | 2     |      |
| 12.   | Paul Coll              | 2     |      |        |         |         |         |       |       |       |         | 2     |      |
| 12.   | Marwan Elshorbagy      | 2     |      |        |         |         |         |       |       | 1     | 1       |       |      |
| 12.   | Adrian Grant           | 2     |      |        |         |         |         |       |       | 1     | 1       |       |      |
| 12.   | Mazen Hesham           | 2     |      |        |         |         |         |       |       |       | 2       |       |      |
| 12.   | Nasir Iqbal            | 2     |      |        |         |         |         |       |       |       | 1       | 1     |      |
| 12.   | Declan James           | 2     |      |        |         |         |         |       |       |       |         |       | 2    |
| 12.   | Danish Atlas Khan      | 2     |      |        |         |         |         |       |       |       |         |       | 2    |
| 12.   | Joe Lee                | 2     |      |        |         |         |         |       |       |       | 2       |       |      |
| 12.   | Max Lee                | 2     |      |        |         |         |         |       |       | 1     | 1       |       |      |
| 12.   | Greg Lobban            | 2     |      |        |         |         |         |       |       |       |         |       | 2    |
| 12.   | Mahesh Mangaonkar      | 2     |      |        |         |         |         |       |       |       |         |       | 2    |
| 12.   | Omar Abdel Meguid      | 2     |      |        |         |         |         |       |       |       | 1       | 1     |      |
| 12.   | Miguel Ángel Rodríguez | 2     |      |        |         |         |         |       | 1     |       | 1       |       |      |
| 12.   | Amr Shabana            | 2     |      |        |         | 1       |         | 1     |       |       |         |       |      |
| 12.   | Ivan Yuen              | 2     |      |        |         |         |         |       |       |       |         |       | 2    |
| 12.   | Farhan Zaman           | 2     |      |        |         |         |         |       |       |       | 1       | 1     |      |
| 32.   | Mohamed Abouelghar     | 1     |      |        |         |         |         |       |       |       |         | 1     |      |
| 32.   | Rafael Alarçón         | 1     |      |        |         |         |         |       |       |       |         |       | 1    |
| 32.   | Christophe André       | 1     |      |        |         |         |         |       |       |       |         |       | 1    |
| 32.   | Laurens Jan Anjema     | 1     |      |        |         |         |         |       |       | 1     |         |       |      |
| 32.   | Leo Au                 | 1     |      |        |         |         |         |       |       |       |         | 1     |      |
| 32.   | Alfredo Ávila          | 1     |      |        |         |         |         |       |       |       |         | 1     |      |
| 32.   | Omar Abdel Aziz        | 1     |      |        |         |         |         |       |       |       |         | 1     |      |
| 32.   | Ong Beng Hee           | 1     |      |        |         |         |         |       |       |       | 1       |       |      |
| 32.   | Eddie Charlton         | 1     |      |        |         |         |         |       |       |       |         |       | 1    |
| 32.   | Stephen Coppinger      | 1     |      |        |         |         |         |       |       | 1     |         |       |      |
| 32.   | Peter Creed            | 1     |      |        |         |         |         |       |       |       |         |       | 1    |
| 32.   | Shawn Delierre         | 1     |      |        |         |         |         |       |       |       |         | 1     |      |
| 32.   | Diego Elías            | 1     |      |        |         |         |         |       |       |       |         | 1     |      |
| 32.   | Richie Fallows         | 1     |      |        |         |         |         |       |       |       |         |       | 1    |
| 32.   | Ali Farag              | 1     |      |        |         |         |         |       |       | 1     |         |       |      |
| 32.   | Steven Finitsis        | 1     |      |        |         |         |         |       |       |       | 1       |       |      |
| 32.   | Tom Ford               | 1     |      |        |         |         |         |       |       |       |         |       | 1    |
| 32.   | Aaron Frankcomb        | 1     |      |        |         |         |         |       |       |       |         |       | 1    |
| 32.   | Kristian Frost         | 1     |      |        |         |         |         |       |       |       |         |       | 1    |
| 32.   | Chris Fuller           | 1     |      |        |         |         |         |       |       |       |         |       | 1    |
| 32.   | Eric Gálvez            | 1     |      |        |         |         |         |       |       |       |         |       | 1    |
| 32.   | Alejandro Garbi        | 1     |      |        |         |         |         |       |       |       |         |       | 1    |
| 32.   | Karim Abdel Gawad      | 1     |      |        |         |         |         |       |       | 1     |         |       |      |
| 32.   | Borja Golán            | 1     |      |        |         |         |         |       | 1     |       |         |       |      |
| 32.   | Campbell Grayson       | 1     |      |        |         |         |         |       |       |       |         | 1     |      |
| 32.   | Todd Harrity           | 1     |      |        |         |         |         |       |       |       |         |       | 1    |
| 32.   | Rex Hedrick            | 1     |      |        |         |         |         |       |       |       |         | 1     |      |
| 32.   | Joel Hinds             | 1     |      |        |         |         |         |       |       |       |         |       | 1    |
| 32.   | Julian Illingworth     | 1     |      |        |         |         |         |       |       |       | 1       |       |      |
| 32.   | Jonathan Kemp          | 1     |      |        |         |         |         |       |       |       |         | 1     |      |
| 32.   | Farhan Mehboob         | 1     |      |        |         |         |         |       |       |       | 1       |       |      |
| 32.   | Omar Mosaad            | 1     |      |        |         |         |         | 1     |       |       |         |       |      |
| 32.   | Nicolas Müller         | 1     |      |        |         |         |         |       |       |       | 1       |       |      |
| 32.   | Oliver Pett            | 1     |      |        |         |         |         |       |       |       |         |       | 1    |
| 32.   | Christo Potgieter      | 1     |      |        |         |         |         |       |       |       |         |       | 1    |
| 32.   | Aqeel Rehman           | 1     |      |        |         |         |         |       |       |       |         |       | 1    |
| 32.   | Simon Rösner           | 1     |      |        |         |         |         | 1     |       |       |         |       |      |
| 32.   | César Salazar          | 1     |      |        |         |         |         |       |       |       |         | 1     |      |
| 32.   | Jens Schoor            | 1     |      |        |         |         |         |       |       |       |         |       | 1    |
| 32.   | Piëdro Schweertman     | 1     |      |        |         |         |         |       |       |       |         |       | 1    |
| 32.   | Lucas Serme            | 1     |      |        |         |         |         |       |       |       |         |       | 1    |
| 32.   | Dane Sharp             | 1     |      |        |         |         |         |       |       |       |         |       | 1    |
| 32.   | Chris Simpson          | 1     |      |        |         |         |         |       |       |       | 1       |       |      |
| 32.   | Adrian Waller          | 1     |      |        |         |         |         |       |       |       | 1       |       |      |

 1 PSA Weltmeisterschaft

 2 PSA World Series Finals

 3 PSA World Series Platinum

 4 PSA World Series Gold

 5 PSA International

 6 PSA Challenger